# Centro pubblico di azione sociale

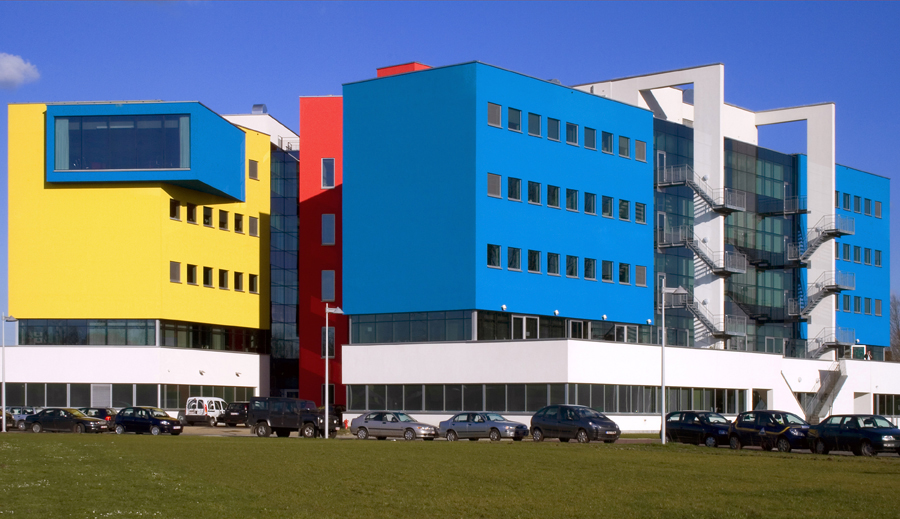
La sede del CPAS a Bruges

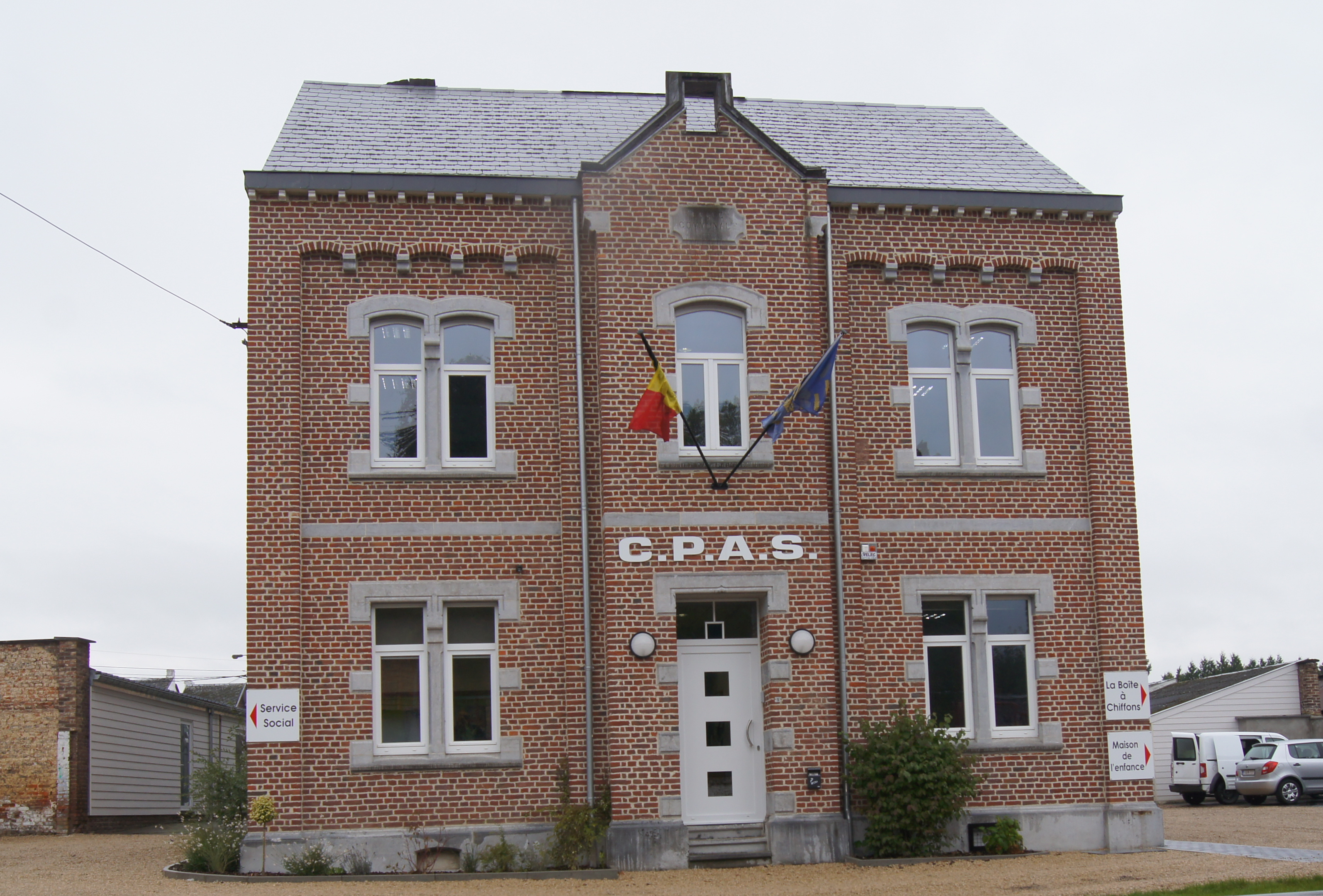
CPAS Dalhem-Warsage.

In Belgio, v'è un Centro pubblico d'azione sociale (CPAS) (in francese: Centre public d'action sociale, in olandese: Openbaar Centrum voor Maatschappelijk Welzijn o OCMW, in tedesco: Öffentliche Sozialhilfezentrum o ÖSHZ) in ogni comune belga, vale a dire 581 centri in totale.
I centri pubblici d'azione sociale sono organismi pubblici la cui missione è "consentire a tutti di vivere in un'esistenza degna della dignità umana". Essi sono quindi responsabili di fornire assistenza sociale a certe persone, ma anche altre specifiche misure di accompagnamento e di sostegno, psicologico, sociale, finanziario, medico, amministrativo, essi sono assegnati per la reintegrazione in una vita sociale attiva.
L'azione sociale è rivolta principalmente a chiunque sia escluso dai benefici dei diritti di sicurezza sociale. I destinatari dell'assistenza beneficiano dei redditi da integrazione, se sono belgi, rifugiati politici, minorenni belgi emancipati. I centri pubblici di azione sociale hanno anche il ruolo di mettere o di reinsere gli assistiti nel mondo del lavoro con datori di lavoro pubblici o privati durante il periodo di riferimento necessario per aprire il diritto di ottenere sussidi di disoccupazione. , a spese dell'ufficio nazionale del lavoro.
Per tutte le altre categorie della popolazione colpita, escludendo le "persone illegali" e le persone con l'inoltro di stato turistico, possono essere concessi una tantum di assistenza sociale, se del caso.

## Storia
Nel 1895 lo Stato belga istituì una commissione reale per la riforma dell'assistenza pubblica. Tuttavia, solo trent'anni dopo, il 10 marzo 1925, il Parlamento voterà la legge creando le Commissioni di assistenza pubblica. Questa legge assegna alla CAP "di alleviare e prevenire la miseria e organizzare il servizio di assistenza medica".
Durante il periodo tra le due guerre, il Belgio ha visto la promulgazione della legislazione sociale sulle pensioni di vecchiaia, assegni familiari e indennità di disoccupazione. Ha anche visto lo sviluppo del sistema di assicurazione sociale di cui l'assicurazione sanitaria è una parte.
Fu negli anni 1940-1945 che un comitato di imprenditori e lavoratori sviluppò un progetto di accordo di solidarietà sociale. Questo comitato consentirà al legislatore di stabilire, alla fine del 1944, il nostro sistema di sicurezza sociale. Questo sistema rende obbligatoria la legge senza indagini e consacra molti vantaggi al fine di evitare l'insicurezza sociale.
Con questa legge, si pensava che diminuisse l'assistenza pubblica. Ma era troppo ottimista perché il sistema di sicurezza sociale giovasse solo ai lavoratori. Non si può fare a meno di un sistema di welfare basato sulla determinazione dei bisogni individuali. Se la sicurezza sociale si basa su standard generali, l'assistenza pubblica deve considerare ogni richiesta individualmente, specificamente e in modo personalizzato, limitandosi a considerare le esigenze del richiedente e la sua situazione concreta.
Fu nel 1974 che il legislatore riconobbe una quantità minima di esistenza. Appare così il riconoscimento del diritto all'assistenza sociale (MINIMEX).
Nel 1976, dopo cinquant'anni di evoluzione sociale, si è scoperto che la descrizione dei compiti assegnati alle CPAS era diventata obsoleta. Di conseguenza, i Centri pubblici di assistenza sociale, che sanciscono il diritto all'assistenza sociale, sono stati creati per consentire a tutti di condurre una vita in armonia con la dignità umana. Questa legge ha cambiato radicalmente il concetto di assistenza sociale, in particolare rimuovendo la nozione di indigenza che ha condizionato l'intervento delle vecchie commissioni di assistenza pubblica. Dal 1976 al 2002, questi erano conosciuti come centri pubblici per il benessere sociale. Va notato che questa legge entrerà in vigore solo nel 1978 dopo la fusione dei comuni.
Con la revisione di MINIMEX nel 2002, quindi il reddito dell'integrazione sociale e il suo impatto sugli aiuti, il nome del 1976 è cambiato in Centri pubblici di azione sociale. Questa legge affida al CPAS una missione che va ben oltre la concessione di assistenza finanziaria. Si parla del diritto all'integrazione sociale, che significa partecipazione di tutti nella società e che è un diritto che può essere cercato in modi diversi. Pertanto, l'obiettivo di questa legge è di favorire il più possibile l'integrazione della persona attraverso l'occupazione perché, dal punto di vista legislativo, l'accesso al lavoro retribuito rimane uno dei più sicuri per ottenere autonomia e integrazione nella società. Il CPAS non è più l'ultimo baluardo contro l'esclusione sociale, ma è diventato un trampolino di lancio per l'integrazione sociale. Per alcune persone, l'integrazione sociale avverrà attraverso l'acquisizione di una prima esperienza professionale, per gli altri, seguendo una formazione o partecipazione a workshop di socializzazione.
Tuttavia, verrà anche creato un percorso individualizzato per condurli a questa integrazione sociale.

## Organizzazione e funzionamento
Il CPAS, i suoi bilanci, i suoi orientamenti politici sono gestiti dal Consiglio per l'azione sociale. Questo consiglio è composto da "consiglieri per l'azione sociale" eletti dal consiglio comunale, subito dopo le elezioni municipali: questi consiglieri sono quindi eletti al secondo grado ("mandato derivato"), tranne in alcuni comuni con "strutture linguistiche". dove sono eletti direttamente. Come i consiglieri comunali, sono nominati per un mandato di 6 anni. Il loro numero dipende dal numero di abitanti del comune. Una certa percentuale del consiglio può consistere di consiglieri comunali.
Il Consiglio di previdenza sociale è un ufficio permanente per l'invio degli affari correnti ed elegge un presidente tra i suoi membri. In Vallonia, questo presidente diventa un membro effettivo del collegio comunale con voce deliberativa (tranne quando il collegio esercita il suo potere di vigilanza sui CPAS). Si riunisce almeno una volta al mese (o quando il Presidente lo reputa necessario, su richiesta del Sindaco o di un terzo dei membri del Consiglio di previdenza sociale).

## Obiettivi perseguiti
Ogni centro pubblico di azione sociale ha la missione di consentire a ogni persona di condurre una vita in armonia con la dignità umana (articolo 23 della Costituzione belga). La sua azione consiste in 2 servizi:
1. il diritto all'integrazione sociale attraverso la concessione di redditi da lavoro e / o integrazione, con o senza un progetto di integrazione sociale individualizzata;
2. l'assistenza sociale nel senso ampio del termine, o tramite:
  - l'assistenza materiale (sia finanziaria che in natura).
  - il sostegno psicologico-sociale (come guida al budget, consulenza legale, accesso alla cultura, ecc.).

Ogni CPAS determina, dopo l'indagine sociale, l'assistenza più appropriata da concedere in base alle esigenze non soddisfatte in termini di capacità personali e familiari.
Il diritto all'integrazione sociale deve essere considerato come un sistema di sicurezza sociale residuale. È aperto solo a individui e famiglie che non sono in grado di ottenere risorse con altri mezzi o che sono esclusi dal sistema di sicurezza sociale tranne che in casi di equità.